# Melopsittacus undulatus
Il parrocchetto ondulato o pappagallino ondulato (Melopsittacus undulatus (Shaw, 1805)) è un uccello appartenente alla famiglia degli Psittaculidi. È l'unica specie del genere Melopsittacus. La specie è conosciuta anche con il nome di parrocchetto australiano, ondulato di colore o più comunemente "cocorita".

## Etimologia
Il nome Melopsittacus deriva dal greco e significa "pappagallo melodioso".

## Descrizione
Le Cocorite si presentano con un corpo slanciato ed affusolato, ed il caratteristico becco “piatto” con le narici che si “colorano” determinando il sesso e la maturità sessuale. Il dorso è di un colore giallo-verde con striature nere ondulate (da cui prende il nome). Ventre ed addome sono verdi, come le ali che sono ondulate di nero con zone gialle. La taglia è di circa 15 – 20 cm, anche se in taluni casi, nell'ondulato comunemente detto "inglese", o "ondulato di forma e posizione", per la nativa selezione, arriva anche a 22–24 cm.
In cattività, negli anni, sono state introdotte svariate mutazioni di colore rendendo questo pappagallino variopinto ed interessante per lo studio della sua genetica relativa al colore.

## Biologia
Uccello coloniale, in natura vive e nidifica in gruppo. 

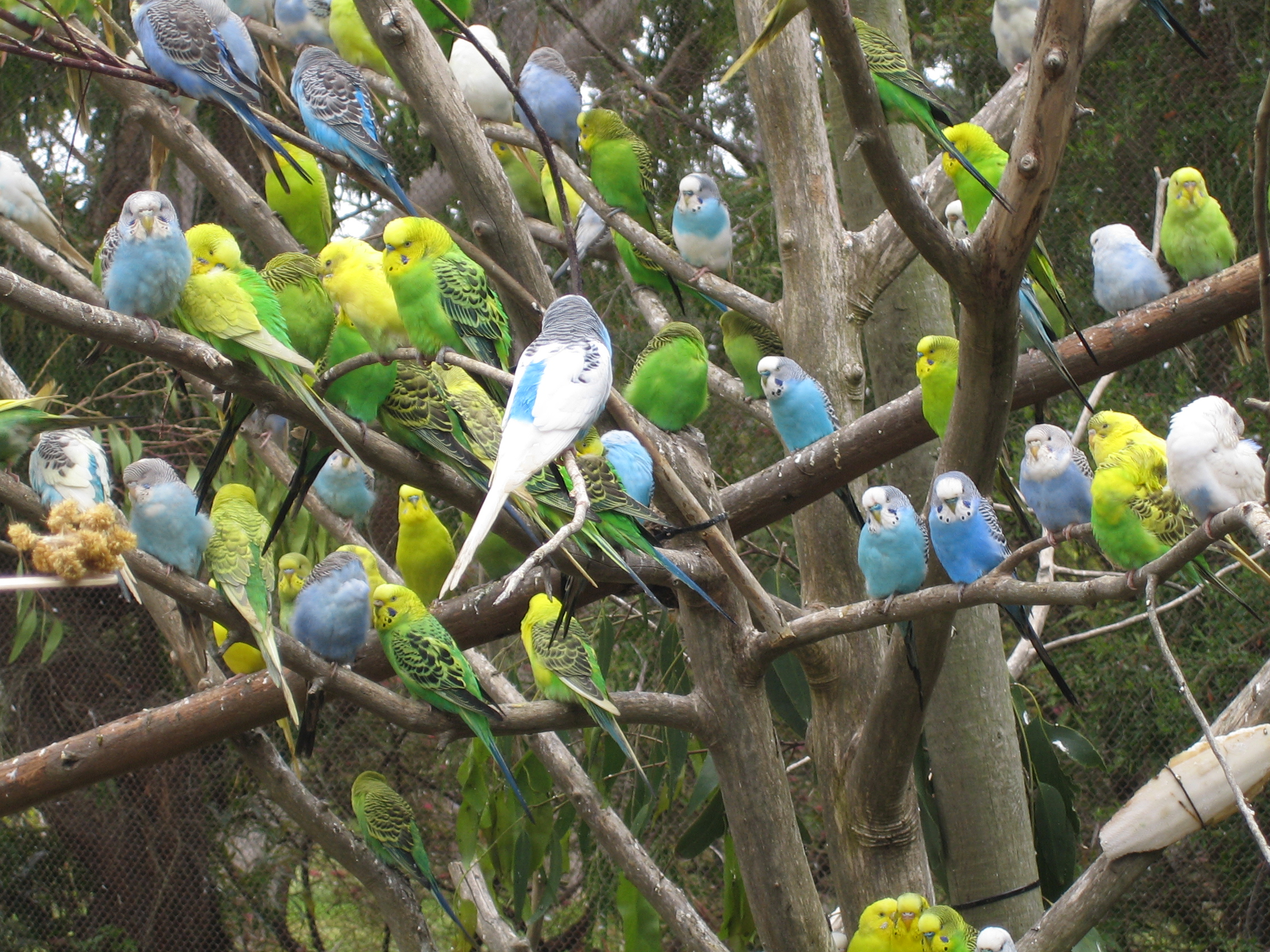
Gruppo di ondulati.

L'aspettativa di vita media in cattività è di 8-10 anni, mentre in natura è di 3-4 anni.

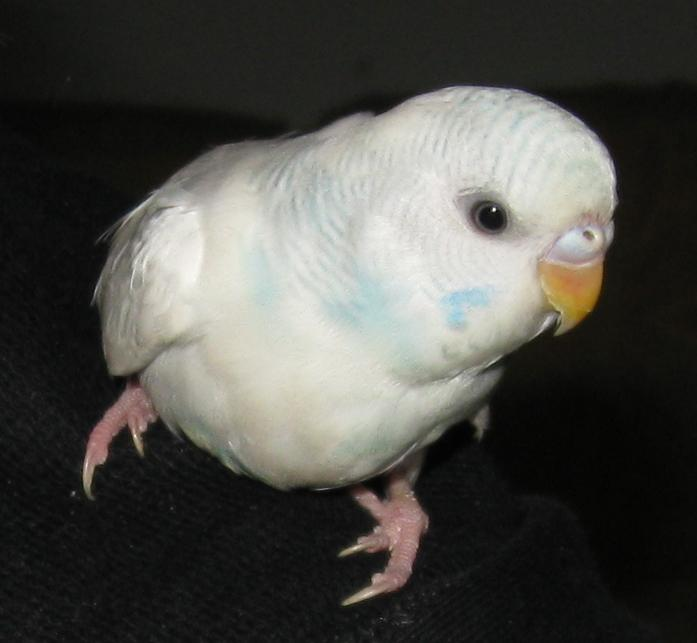
Un esemplare femmina di cocorita, mutazione pezzata.

Secondo una ricerca apparsa sulla rivista “Proceedings of the National Academy of Sciences” questo animale sarebbe in grado di rilevare, all'interno di un linguaggio, la struttura generale della successione di suoni (accenti, ripetizioni ecc.), e questo consente di utilizzarla per classificare correttamente le sillabe presenti in nuove frasi. Inoltre uno studio giapponese ha dimostrato che il pappagallino ondulato possiede il senso del ritmo.

### Riproduzione

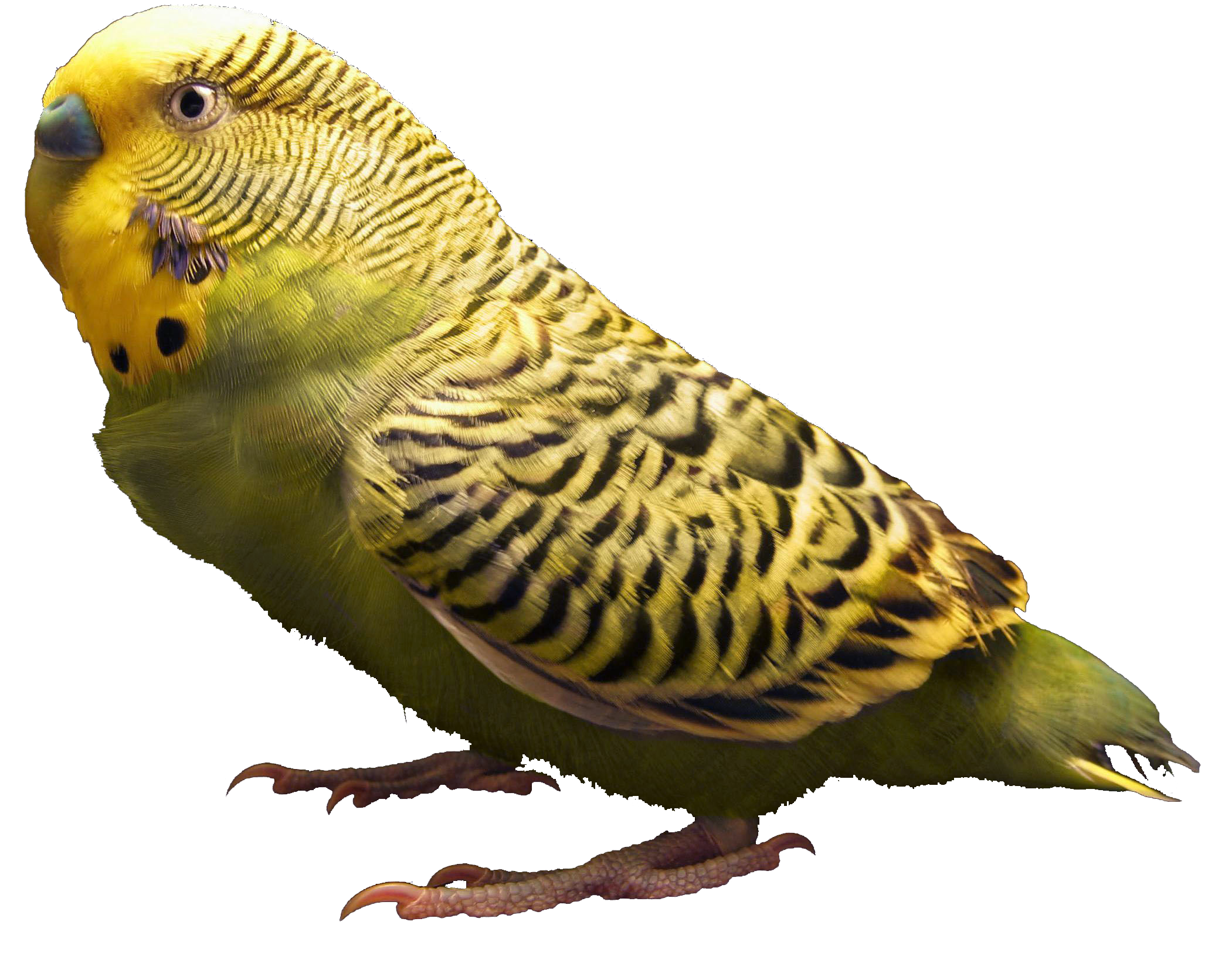
Un esemplare maschio di Melopsittacus undulatus, mutazione ancestrale.

Dopo l'accoppiamento depone dalle 4 alle 6 uova candide che cova per circa 18 giorni.
I novelli sono alimentati da entrambi i genitori con il "latte di pappagallo", secrezione oleosa prodotta da ghiandole poste all'altezza della gola, che si attivano nel periodo riproduttivo. A sei settimane i giovani sono indipendenti e si possono allontanare dalla coppia.
È vivamente sconsigliato far riprodurre una femmina di età inferiore ai dieci mesi in quanto potrebbero presentarsi problemi, anche letali, come la ritenzione dell'uovo.
- Maturità sessuale: 10-12 mesi
- Accoppiamento: primavera (eventualmente inverno, dipende dal clima)
- Deposizione: una settimana dopo l'accoppiamento, nel pomeriggio a giorni alterni (ma anche tutti i giorni)
- Numero uova: 2-12, normalmente 4-6
- Durata della cova: 18 giorni a partire dal secondo uovo deposto
- Alla schiusa: completamente implumi e con gli occhi chiusi
- Le prime piume: a 3-4 giorni
- Apertura degli occhi: a 8 giorni
- Mantello quasi completo: a 3 settimane
- Prime uscite dal nido: a 4 settimane
- Svezzamento: a 6 settimane
- Vita riproduttiva: 6-7 anni

## Distribuzione e habitat
Originario dell'Australia, con preferenza per le zone semi desertiche, può adattarsi a diversi ambienti e climi, resistendo a temperature che oscillano tra i 4 °C e i 35 °C (preferibilmente intorno ai 20-25 °C).

## Varietà
Le cocorite si distinguono in due gruppi: serie verde e serie blu. I soggetti serie verde sono dominanti rispetto ai soggetti serie blu, quindi, se si accoppiassero un soggetto serie blu e un soggetto serie verde, entrambi puri (cioè portatori di niente), la prole sarà 100% serie verde/blu (il segno  /  sta per "portatore di"). Se si accoppia un verde/blu con un blu puro, la prole sarà 50% verdi/blu e 50% blu puri. Nessun soggetto può essere portatore di verde in quanto il verde è dominante e quindi inibisce la comparsa di altri fattori. Viceversa il carattere recessivo è un carattere che per manifestarsi ha bisogno di essere presente in entrambi i genitori, a livello fenotipico (quindi entrambi i genitori col carattere recessivo visibile esteticamente) o a livello genotipico (quindi entrambi portatori del carattere recessivo), ad esempio, accoppiando un verde/blu con un altro verde/blu, la prole sarà 50% verde/blu e 25% blu puro in quanto entrambi i genitori presentano il blu a livello genotipico e 25% verdi omozigoti.
Un altro gruppo è quello delle mutazioni legate al sesso, come ad esempio gli -ino, gli ala merlettata, gli opali, i corpo chiaro e i cannella: basta solo il padre per far manifestare un carattere legato al sesso, il padre può presentare il carattere legato al sesso sia a livello genotipico sia a livello fenotipico. Ad esempio, dall'accoppiamento maschio cannella e femmina normale (qualunque mutazione), la prole sarà 50% cannella e 50% normale, il discorso vale anche se il padre è solo portatore di cannella. Da femmina cannella e maschio normale la prole sarà 50% maschi portatori di cannella e 50% femmine normali.
Esempi di mutazioni dominanti: serie verde, pezzati dominanti, pezzati a remigranti chiare (clearflight) ala perlata, faccia gialla (serie blu), crestati e antracite.
Esempi di mutazioni recessive: Serie blu, pezzato recessivo, ala grigia, ala chiara, fulvo.
Basta un genitore dominante per avere una prole composta da maschi e femmine dominanti.
Detto ciò, non è possibile "prevedere" la prole di una coppia conoscendo solo il loro fenotipo, ma è necessario essere a conoscenza anche del loro genotipo.

### Distinzione tra maschi e femmine
Il sesso di questi pappagalli è determinato dal colore della cera del becco. Dal blu al violaceo per i maschi e rosa o tendente al beige per le femmine.